# Alberto Nota
Alberto Nota (Torino, 15 novembre 1775 – Torino, 18 aprile 1847) è stato un commediografo, bibliotecario e magistrato italiano.

## Biografia

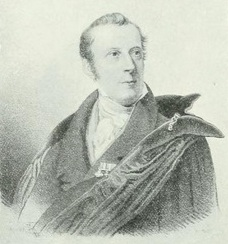
Ritratto giovanile di Alberto Nota

Laureato in Giurisprudenza all'Università degli Studi di Torino, entrò nella magistratura durante l'età napoleonica. Cominciò a scrivere per il teatro nel periodo in cui presiedeva il tribunale di Vercelli. Fu per qualche tempo segretario e bibliotecario di Carlo Alberto. Fu rimosso da incarichi statali o di corte con la Restaurazione (1814). Scrisse quasi una quarantina di commedie, per lo più nell'ambito del genere lacrimevole, ispirate formalmente alle commedie di Goldoni, animate in genere da un evidente intento morale.
Sue carte sono conservate presso la Biblioteca di storia e cultura del Piemonte "Giuseppe Grosso" di Torino.

## Opere
Il seguente è l'elenco delle opere teatrali di Alberto Nota.
- L'oppressore e l'oppresso (commedia in cinque atti, scritta nel 1800, rappresentata a Roma nel 1804)
- La duchessa della Vallière (dramma storico in quattro atti, scritto nel 1805, rappresentato a Torino l'8 dicembre 1806)
- I primi passi al mal costume (commedia in cinque atti, scritta nel 1806, rappresentata a Torino il 4 febbraio 1808)
- Il filosofo celibe (commedia in tre atti, cominciata nel 1803, rappresentata a Milano al Teatro alla Scala il 19 dicembre 1811)
- Il progettista (commedia in cinque atti, scritta nel 1807, rappresentato a Torino il 30 gennaio 1809)
- Il nuovo ricco (quattro atti, scritto nel 1807, rappresentato a Milano il 13 dicembre 1809)
- L'ospite francese (tre atti, scritto nel 1808, rappresentato a Verona il 26 ottobre 1810)
- I litiganti (commedia in cinque atti, scritta nel 1809, rappresentata a Torino l'11 febbraio 1811)
- L'atrabiliare (cinque atti, scritta nel 1811, rappresentata a Verona il 3 novembre 1810)
- L'ammalato per immaginazione (commedia in quattro atti, scritta nel 1811, rappresentata a Bologna il 3 settembre 1813)
- I dilettanti comici (un atto scritto nel 1812)
- Il benefattore e l'orfana (commedia in cinque atti, rappresentata a Milano il 14 dicembre 1814)
- La donna ambiziosa (cinque atti, scritta nel 1810, rappresentata a Napoli il 7 aprile 1817)
- La lusinghiera (tre atti, scritta nel 1814, rappresentata a Torino il 12 gennaio 1818)
- La fiera (cinque atti, scritta nel 1817, rappresentata a Torino il 17 giugno 1826)
- Le risoluzioni in amore (tre atti, scritta nel 1818, rappresentata a Genova il 31 gennaio 1820)
- La pace domestica (tre atti, scritta nel 1818, rappresentata a Torino durante il carnevale 1819)
- La vedova in solitudine (cinque atti, scritta nel 1819, rappresentata a Genova il 21 marzo 1821)
- Il bibliomane (cinque atti, scritta nel 1821, rappresentata a Torino il 3 agosto 1822)
- Alessina ossia Costanza rara (cinque atti, scritta nel 1821, rappresentata a Torino il 9 maggio 1822)
- La donna irrequieta (cinque atti, scritta nel 1822, rappresentata a Napoli il 23 ottobre 1832)
- La novella sposa (cinque atti, scritta nel 1823, rappresentata a Torino il 24 aprile 1827)
- Torquato Tasso (dramma in cinque atti, cominciato nel 1816, rappresentato a Napoli il 25 ottobre 1834)
- Ludovico Ariosto  (commedia storica in tre atti, scritta nel 1823, rappresentata a Milano nella primavera del 1830)
- L'amor timido (commedia in un atto, scritta prima del 1826)
- Petrarca e Laura (dramma storico in cinque atti, scritto nel 1829, rappresentato al Teatro Carignano di Torino il 21 luglio 1832)
- Lo sposo di provincia (cinque atti, scritto nel 1830, rappresentato a Torino il 14 aprile 1834)
- Il chirurgo o il viceré (cinque atti, scritto nel 1832, rappresentato a Siena nel luglio 1836)
- Natalina ossia Il liceo d'Heisperg (dramma in cinque atti, scritto nel 1836, rappresentato a Torino il 17 febbraio 1837)
- Il prigioniero e l'incognita (cinque atti, scritta nel 1834, rappresentata a Torino il 29 giugno 1836)
- Il diadema (tre atti, scritta nel 1838, rappresentata a Torino il 9 ottobre 1841)
- La creola della Luigiana (cinque atti, scritta nel 1839, rappresentata a Milano il 10 aprile 1840)
- I bagni (tre atti, rappresentata a Torino il 21 luglio 1842)
- Osvaldo o Mutazione di fortuna (cinque atti, rappresentata a Torino al Teatro d'Angennes il 25 gennaio 1845)
- Educazione e natura (cinque atti, rappresentata a Torino al Teatro d'Angennes il 9 gennaio 1847)
- L'osteria del Caval Bianco (un atto, rappresentata a Torino durante il carnevale 1845)
- Il viaggiatore (in due atti, non rappresentata)

### Testi in edizione elettronica
- Commedie di Alberto Nota. Con un saggio storico critico della commedia italiana del Prof. Salfi. Parigi : Baudry, rue du coq Saint-Honore, n. 9 : Fayolle, rue du rempart St.-Honore, N. 9 : Bobee et Hingray, rue de Richelieu, n. 14, 1829. Vol. 2 (L'ammalato per immaginazione, Il nuovo ricco, La vedova in solitudine, Il filosofo celibe). Vol. 3 (Il bibliomane e altro.)
- Commedie scelte Di Alberto Nota. Parigi: Baudry, 1837. Vol. 5 (I litiganti, I dilettanti comici, Amor timido, La fiera, L'oppressore e l'oppresso, La novella sposa).
- Commedie scelte, Prato: Vincenzo Vestri, 1823, Vol. 4 (L'ospite francese,  Il filosofo celibe, L'atrabiliare)
- Commedie di Alberto Nota, Firenze: Stamperia granducale, 1827-1828, vol. 6 La Lusinghiera, I litiganti, I dilettanti comici, L'amor timido).
- Teatro comico di Alberto Nota Volume I. G. Pomba, Torino, 1842. Contiene:  L'oppressore e l'oppresso. La duchessa de la Vallière. Il chirurgo e il viceré. I dilettanti comici.
- Teatro comico di Alberto Nota Volume II. G. Pomba, Torino, 1842. Contiene:  I primi passi al mal costume. Il progettista. Il nuovo ricco. Natalina.
- Teatro comico di Alberto Nota Volume III. G. Pomba, Torino, 1842. Contiene:  L'ospite francese. I litiganti. Il filosofo celibe. L'atrabiliare.
- Teatro comico di Alberto Nota Volume IV. G. Pomba, Torino, 1842. Contiene:  L'ammalato per immaginazione. Il benefattore e l'orfana. La donna ambiziosa. La lusinghiera.
- Teatro comico di Alberto Nota Volume V. G. Pomba, Torino, 1842. Contiene:  La pace domestica. Le risoluzioni in amore. La vedova in solitudine. Alessina; ossia, Costanza rara. Amor timido.
- Teatro comico di Alberto Nota Volume VII. G. Pomba, Torino, 1842. Contiene:  La donna irrequieta. Lo sposo di provincia. Il prigioniero e l'incognita. La creola della Luigiana.
- Teatro comico di Alberto Nota Volume VIII. G. Pomba, Torino, 1842. Contiene:  Petrarca e Laura. Lodovico Ariosto. Torquato Tasso
- Commedie edite ed inedite, Tomo VII, Placido Maria Visaj, Milano, 1829. Contiene: La Fiera. L'oppressore e l'oppresso. La novella sposa.